# José Morales Lemus

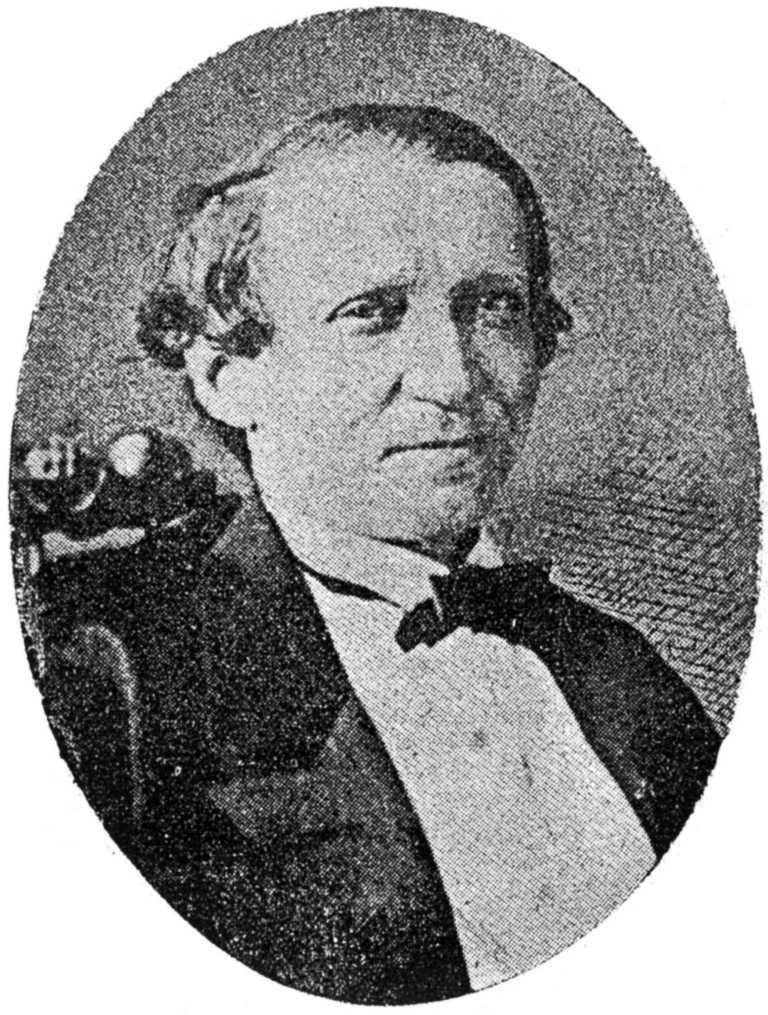
José Morales Lemus

José Morales Lemus (* 2. Mai 1808 in Gibara; † 13. Juni 1870 in New York City) war ein kubanischer Anwalt und Freiheitskämpfer.

## Leben
Der wohlhabende Anwalt und Geschäftsmann Morales Lemus, dessen Familie von den Kanaren stammte, vertrat gemäßigt liberale Ideen. Er befreite seine eigenen Sklaven, war aber nur bedingt ein Abolitionist. Er lehnte die spanische Kolonialherrschaft in Kuba ab und befürwortete eine Zeit lang den Anschluss Kubas an die Vereinigten Staaten. Nachdem der Sezessionskrieg dies jedoch unmöglich machte, schloss er sich den Reformisten an, einer Gruppe prominenter Kreolen, die für Verfassungsreformen im Rahmen der spanischen Herrschaft eintraten. Im Jahr 1866 führte er die Gruppe der Reformisten an, die nach Madrid reiste, um mit der spanischen Regierung zu verhandeln. Nachdem diese Bemühungen gescheitert waren, schlug er sich auf die Seite der Pflanzer um Carlos Manuel de Céspedes, die mit dem Grito de Yara den Zehnjährigen Krieg (1868–1878) auslösten. Infolgedessen musste er in New York Zuflucht suchen, wo er als Rüstungsbeschaffer und Botschafter der kubanischen Republik in Waffen bei der US-Regierung diente. Da sein Besitz bei seiner Flucht aus Kuba beschlagnahmt wurde, starb er ziemlich mittellos in New York City.